# Hôpital Notre-Dame-de-Bon-Secours (Metz)
Pour les articles homonymes, voir Notre-Dame-de-Bon-Secours.
Ne doit pas être confondu avec Hôpital Notre-Dame-de-Bon-Secours (Paris).

L’hôpital Notre-Dame-de-Bon-Secours ou plus simplement Bon-Secours était un hôpital de Metz. Il faisait partie du centre hospitalier régional de Metz-Thionville et a été transféré à l’hôpital de Mercy.

## Histoire
Le premier hôpital le long de la rue Chambière vient d’une donation de Nicolas Rollin, chanoine de Saint-Thiébault, en 1691.
En 1914, l’hôpital Bon-Secours devait déménager dans le quartier de Devant-les-Ponts. Finalement il déménage dans le quartier Nouvelle Ville en 1919. De nouveaux bâtiments sont construits à partir de 1959.
Le centre hospitalier de Metz fusionne en 1976 avec celui de Thionville et la ministre de la Santé Simone Veil érige la nouvelle structure en centre hospitalier régional de Metz-Thionville le 3 mai 1977. Le centre hospitalier compte alors neuf établissements différents.

## Déménagement et réhabilitation
L’implantation de l’hôpital de Bon-Secours au centre-ville de Metz limitant les possibilités d’extension, ses activités sont transférées vers le nouvel hôpital de Mercy dans la banlieue est de la ville. L’ensemble des services médicaux et chirurgicaux y sont maintenus.
En activité de 1919 à 2012, l’hôpital Bon Secours est resté à l’abandon jusqu'en 2025, date de démarrage des travaux du programme "L'impératrice", réalisée par le promoteur local Benedic et le constructeur Demathieu et Bard.
Ce plan de réhabilitation du site est prévu dans le cadre du projet global "Coeur Impérial" de création d'un nouveau quartier à Metz. L'ilot accueille des logements, des bureaux, un restaurant, une école et des équipements sportifs scolaires. Une "diagonale" piétonne arborée ouvre une perspective entre les deux lycées George de la Tour et Louis Vincent.
Le dernier bâtiment d'époque accueillera des logements et un cabinet médical, la livraison des travaux est prévue pour la fin de l'année 2026.

## Historique du service pédiatrie
Le 24 juillet 1918, on décide de créer un service de nourrissons de 12 à 15 lits à l’hôpital Bon Secours qui se trouvait à ce moment rue Chambière. Ne disposant ni de personnel, ni de matériel nécessaire, la commission décide d’envoyer une délégation à Cologne où des religieuses s’occupent d’un service pour enfants.
L’hôpital Bon-Secours actuel, alors nommé hôpital Sainte-Marie, est acheté en 1919 aux sœurs de l’Espérance au prix de deux millions de francs.
Le 24 mars 1920, le docteur Raphaël de Westphalen demande d’organiser un service pour enfants à Bon-Secours ; il faut séparer les enfants malades des enfants bien portants. Celui-ci demande des locaux aérés avec terrasses en précisant que l’aménagement des locaux de l’hôpital de Nancy a fait baisser la mortalité infantile de 74 à 48 %. Il demande une cuisine avec stérilisateur, biberons, tétines et recommande de laver, baigner et changer les enfants à leur admission. La crèche de Saint-Nicolas est ainsi transférée à Bon-Secours.
Le 10 février 1921, la Croix-Rouge, section Union des femmes de France (UFF) demande le transfert des nourrissons bien portants de Bon-Secours à la crèche de la maternité Sainte-Croix.
Le 22 février 1922, à la suite de l'inspection du directeur des Services d’hygiène d’Alsace et de Lorraine et de l’inspectrice de l’Enfance se rendant compte du bon fonctionnement du service infantile est demandé la création d’un service spécial pour nourrissons dont le docteur Allimant s’occupera (enfants âgés de moins de quatre ans). Un plan d’agencement moderne est étudié, rectifié et agréé par le Ministère (boxes, biberonnerie, terrasses, etc.).
Le 18 janvier 1923 le préfet demande qu’une partie du service soit réservée aux enfants abandonnés ou assistés.
Le 26 mars 1924, le docteur Allimant demande le recrutement de deux nourrices (le lait maternel étant indispensable). La commission décide de recruter deux nourrices parmi les filles-mères de la Maternité ou du refuge Sainte-Marie (hôpital Sainte-Blandine).

## Source
- Jean-Julien Barbé, L’hôpital Bonsecours, Metz, 1913, 12 p.
- Registres de la commission administrative des Hospices Civils de Metz, extraits des rapports concernant le service pédiatrie de 1918 à 1940 (pas de commission administrative entre juin 1940 et début 1945 du fait de la germanisation du département de la Moselle), consultables aux Archives départementales de la Moselle, à Saint-Julien-lès-Metz.